# Tralles

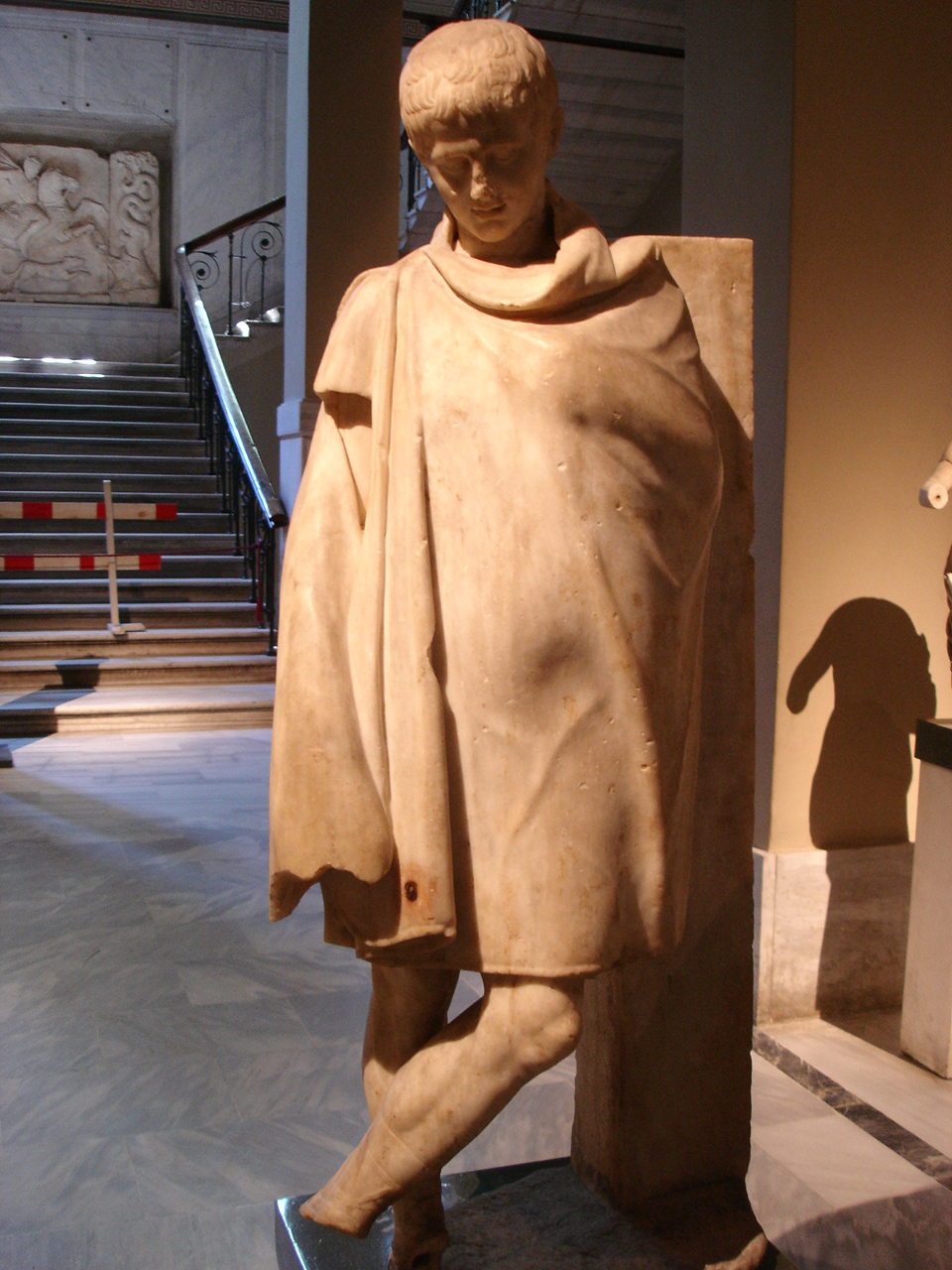
Efebo con clamide (sec. I a.C.), da Tralles, Museo archeologico di Istanbul

Tralles o Tralle o Tralli (in greco antico: Τράλλεις?) era un'antica città dell'Asia Minore, nella valle del Meandro: fu ricompresa nella regione della Caria e poi della Lidia.
Importante e conteso nodo stradale, è citata per la prima volta da Senofonte come città dell'impero persiano dove passò Tissaferne. Fece poi parte dell'impero di Alessandro Magno, passò nel 313 a.C. al suo generale Antigono Monoftalmo e fu presa nel 301 a.C. dal diadoco Lisimaco; in seguito appartenne ai Seleucidi (che nel 281 a.C. la ribattezzarono Seleucia) e agli Attalidi, fino alla conquista da parte di Roma.
Sotto Augusto (27 a.C.) fu distrutta da un devastante terremoto, ma fu immediatamente ricostruita come Cesarea. Secondo la tradizione, fu evangelizzata da San Filippo, uno dei primi sette diaconi scelti dagli apostoli: l'antica comunità cristiana di Tralles fu anche destinataria di una delle lettere di sant'Ignazio di Antiochia.
Diede i natali a numerosi personaggi dell'antichità, tra cui: gli scultori Apollonio e Taurisco (autori del Toro Farnese), l'architetto Antemio (uno dei progettisti della basilica di Santa Sofia di Costantinopoli), il medico Alessandro, il filosofo Asclepio e lo scrittore Flegonte.
Sul sito dell'antica Tralles (di cui sono ancora visibili il teatro, lo stadio e il santuario di Dioniso) oggi sorge la città turca di Aydın.